# Émilie Serain
Émilie Serain (ur. 22 marca 1984 r.) – szwajcarska narciarka dowolna, specjalizująca się w konkurencji Skicross. Najlepszy wynik na mistrzostwach świata osiągnęła podczas mistrzostw świata w Inawashiro, gdzie zajęła 6. miejsce w skicrossie. Nie startowała na igrzyskach olimpijskich. Najlepsze wyniki w Pucharze Świata, osiągnęła w sezonie 2007/2008, kiedy to zajęła 19. miejsce w klasyfikacji generalnej, a w klasyfikacji skicrossu była szósta.

## Sukcesy

### Mistrzostwa Świata
| Miejsce | Dzień    | Rok  | Miejscowość          | Konkurencja | Zwycięzca       |
| ------- | -------- | ---- | -------------------- | ----------- | --------------- |
| 22.     | 18 marca | 2005 | Ruka                 | Skicross    | Karin Huttary   |
| 11.     | 6 marca  | 2007 | Madonna di Campiglio | Skicross    | Ophélie David   |
| 6.      | 2 marca  | 2009 | Inawashiro           | Skicross    | Ashleigh McIvor |

### Puchar Świata

#### Miejsca w klasyfikacji generalnej
- 2002/2003 – 20.
- 2003/2004 – 34.
- 2004/2005 – 30.
- 2005/2006 – 35.
- 2006/2007 – 28.
- 2007/2008 – 19.
- 2008/2009 – 28.
- 2009/2010 – 73.
- 2010/2011 – 73.
- 2011/2012 – 39.

#### Miejsca na podium
1. Deer Valley – 2 lutego 2008 (Skicross) – 3. miejsce
2. Grindelwald – 6 marca 2008 (Skicross) – 2. miejsce
3. La Plagne – 20 marca 2009 (Skicross) – 3. miejsce
4. Branäs – 3 marca 2012 (Skicross) – 2. miejsce

- W sumie (0 zwycięstw, 2 drugie i 2 trzecie miejsca).